# Quiet & Still
Albums de Magnet
On Your Side
(2003)
Quiet & Still est le premier album de Magnet, sorti d'abord en Norvège en octobre 2000 après la séparation de son groupe précédent Libido. Aux États-Unis, l'album est sorti sous son nom de naissance, Even Johansen, et arbore sa photo sur la couverture de l'album (alors que l'édition norvégienne est constituée d'un logo). L'album contient des versions originales de "Where Happiness Lives" et de "Nothing Hurts Now", qu'il allait ré-enregistrer pour son album suivant On Your Side. Il contient aussi une reprise de "Dancing In The Moonlight," écrit par le leader de Thin Lizzy, Phil Lynott.

## Titres
1. "The Recluse" - 4:33
2. "Where Happiness Lives" - 3:43
3. "Bullet To Your Heart" - 2:49
4. "Easily Undone" - 3:31
5. "Nothing Hurts Now" - 3:50
6. "There's An End To This" - 3:11
7. "Private Jinx" - 3:32
8. "Quiet And Still" - 3:37
9. "Dancing In The Moonlight (It's Caught Me In Its Spotlight)" - 3:43
10. "Beautiful Day" - 4:23
11. "Home Song" - 4:07